# Буляков Флорид Мінемуллінович
Флорид Мінемуллінович Буляков (інший варіант написання по батькові Миннулович; башк. Флорид Миңлемулла (Миңнулла) улы Бүләков; (23 лютого 1948 , Великі Шади, Башкирська АРСР  — 18 січня 2015 , Уфа )) — башкирський драматург.
Народний письменник Республіки Башкортостан, лауреат Державної премії Російської Федерації у галузі літератури і мистецтва та Державної премії Республіки Башкортостан імені Салавата Юлаєва, Заслужений діяч мистецтв Республіки Башкортостан.

## Біографія
Прийшовши з армії, у 1969—1973 роках був організатором і музичним керівником народного ансамблю танцю «Ервея» при Мишкинському РБК. Одночасно заочно навчався в Бирському педагогічному інституті. У 1973—1989 роках працював літературним співробітником, завідувачем відділу, власним кореспондентом Мишкинської районної газети «Дружба», а пізніше — республіканських газет «Ленінець» і «Радянська Башкирія».
Автор понад двадцяти п'єс і першого башкирського серіалу. Дуже популярні його драми-притчі «Реєстр любові», «Забута молитва», трагіфарс «Пустунки», драма-реквієм «Шаймуратов-генерал» і народна комедія «Виходили бабки заміж».
Автор проекту і лібрето першої башкирської рок-опери («Зірка кохання», композитор Салават Низаметдінов).
П'єси йшли більше ніж у ста п'ятдесяти театрах Росії, України, Казахстану, Білорусі, Монголії, Туркменії (у тому числі в театрах Єкатеринбурга, Володимира, Іркутська, Хабаровська, Кірова, Пензи, Казані, Нижнього Новгорода, Махачкали, Черкесска, Якутська, Улан-Уде, Уфи, Алма-Ати, Нур-Султана, Бреста, Бобруйська, Чернігова, Тамбова тощо).
Публікувався в журналі «Сучасна драматургія».
Автор трьох кінороманів, сценарію кінокомедії «Хочу бути зіркою», повнометражних фільмів «Дурь», «Евтаназія», «Париж» тощо.

## Деякі драматичні твори
- «Розстріляний табун» (трагедія, 1984)
- «Виходили бабки заміж» (народна комедія, 1990)
- «Любиш-не любиш?» (драма, 1991)
- «Вознесись, мій Тулпар!» (п'єса)
- «Реєстр любові» (драма-притча, 1993)
- «Забута молитва» (1994)
- «Пустунки» (трагіфарс, 1995)
- «Шаймуратов-генерал» (драма-реквієм, 1998)
- «Бібінур, ах, Бібінур!» (трагікомедія)

## Нагороди та премії
У 1994 році удостоєний Республіканської премії імені Салавата Юлаєва (разом з Іриною Філіпової, Гульдар Ільясовою) «за постановку і яскраве художнє вирішення вистави „Забута молитва“ у Театральному об'єднанні міста Стерлітамака».
У 1995 році удостоєний Державної премії Російської Федерації за 1995 рік у галузі театрального мистецтва, спільно з Ріфкатом Ісрафіловим, Таном Єнікеєвим, Олегом Хановим, За виставу Башкирського державного академічного театру драми імені М. Гафурі «Бібінур, ах, Бібінур» за п'єсою Ф. М. Булякова.